# Carlinhos Paraíba
Carlinhos Paraíba (ur. 4 marca 1983 w Rio Tinto) – brazylijski piłkarz występujący na pozycji pomocnika i napastnika.

## Życiorys
Wychowanek Íbis SC. Na początku seniorskiej kariery grał w Madureira EC, następnie w Nacional AC Patos, z którego był wypożyczany do Teresópolis FC i Associação Desportiva Guarabira. W 2007 roku przeszedł do Santa Cruz FC, w barwach którego rozegrał 33 mecze w Campeonato Brasileiro Série B. Rok później został zawodnikiem Coritiba FBC. W Campeonato Brasileiro Série A zadebiutował 11 maja 2008 roku w wygranym 2:0 spotkaniu z SE Palmeiras. Ogółem dla Coritiby rozegrał 64 spotkania w Série A, a w 2008 roku wygrał z tym klubem Campeonato Paranaense. W 2010 roku przeszedł do São Paulo FC, gdzie grał przez dwa lata. Następnie został piłkarzem Omiyi Ardija. W J.League Division 1 zadebiutował 10 marca 2012 roku w przegranym 0:1 spotkaniu z FC Tokyo. W drugiej połowie 2013 roku grał na wypożyczeniu w Júbilo Iwata, z kolei w 2014 roku spadł z Omiyą do J2 League. W 2015 roku natomiast uzyskał z tym klubem awans do J1 League. Na początku 2016 roku przeszedł do Tokushimy Vortis, w której występował przez dwa lata. W kwietniu 2018 roku na zasadzie wolnego transferu przeszedł do Santa Cruz FC, dla którego rozegrał 11 meczów ligowych. W 2019 roku grał jeszcze w AA Anapolina, po czym zakończył karierę.

## Statystyki ligowe
| Sezon    | Klub             | Liga                          | Mecze | Gole |
| -------- | ---------------- | ----------------------------- | ----- | ---- |
| 2007     | São Paulo FC     | Campeonato Brasileiro Série B | 33    | 2    |
| 2008     | Coritiba FBC     | Campeonato Brasileiro Série A | 33    | 2    |
| 2009     | Coritiba FBC     | Campeonato Brasileiro Série A | 31    | 1    |
| 2010     | São Paulo FC     | Campeonato Brasileiro Série A | 17    | 0    |
| 2011     | São Paulo FC     | Campeonato Brasileiro Série A | 30    | 2    |
| 2012     | Omiya Ardija     | J.League Division 1           | 29    | 3    |
| 2013 (w) | Omiya Ardija     | J.League Division 1           | 3     | 0    |
| 2013 (j) | Júbilo Iwata     | J.League Division 1           | 11    | 0    |
| 2014     | Omiya Ardija     | J.League Division 1           | 18    | 1    |
| 2015     | Omiya Ardija     | J2 League                     | 38    | 2    |
| 2016     | Tokushima Vortis | J2 League                     | 24    | 2    |
| 2017     | Tokushima Vortis | J2 League                     | 25    | 0    |
| 2018     | Santa Cruz FC    | Campeonato Brasileiro Série C | 11    | 2    |